# Випарювання

Випарний апарат системи Роберта

Випарювання — технологічний процес концентрування розчинів шляхом виділення розчинника і перетворення його на пару.

## Історія
Випарювання здавна використовується для добування солей. Згадується в середньовічних виданнях з гірництва та металургії, зокрема, в 12 розділі книги «De Re Metallica» Георга Агріколи (1556 р.):
| Винахідливі люди, помітивши, що води деяких озер сповнені таких природних соків, що згущуються та просихають від сонячного тепла, і що з них виходять загуслі соки, мабуть, пустили подібні води й у інші місцевості та спрямували їх у неглибокі западини. Однак, коли люди побачили, що в такий спосіб можна добувати загуслі соки тільки в літню пору та не в усіх місцевостях, але лише в спекотних і помірних, і до того ж там, де влітку зрідка випадають дощі, вони почали варити такі води в посудинах на вогні. Таким чином, виявилося можливим у всі пори року й у всіх місцевостях, навіть найхолодніших, видобувати з вод, насичених соками від природи або штучним шляхом, загуслі соки шляхом виварювання їх із цих вод. |

## Фізична сутність процесу випарювання
Фізична сутність процесу випарювання полягає у перетворенні частини розчинника на пару. Слід розрізняти випарювання та випаровування — випарювання на відміну від випаровування відбувається з усієї маси рідини за температури, що відповідає точці кипіння за певного тиску. У процесі кипіння перетворення рідини на пару відбувається не лише з поверхні, а й у середині парових пухирців, що утворюються в самій рідині.
В процесі випаровування рідини в середину пухирця, його розмір збільшується, а значить і зростає його піднімальна сила. Тому пухирець переборює опір з боку рідини і спливає на поверхню, де лопається і замість нього утворюється новий пухирець. Таке просування пухирців з нижніх шарів рідини до її поверхні зумовлює неперервне перенесення пари, утворюваної в середині рідини, у паровий простір.
Парові пухирці зароджуються на поверхні теплообміну за наявності шорсткості. Їх утворенню сприяють також гази, що містяться в рідині, вони виділяються під час нагрівання й утворюють велику кількість газових пухирців, у які й випаровується рідина.
Умовою утворення парових пухирців є рівність тиску пари в середині пухирця та тиску рідини, що його оточує. При цьому процес паротворення відбувається настільки інтенсивно, що, незважаючи на підведення ззовні значної кількості теплоти, температура рідини не підвищується.
Щоб реалізувати процес випарювання, теплоту від теплоносія належить передати киплячому розчину. Це стає можливим лише за різниці температур теплоносіїв. Витрата теплоти на випарювання залежить від прихованої теплоти паротворення розчинника.

## Випарні апарати
У світі існує понад 80 різновидів випарних апаратів. Різноманітні конструкції випарних апаратів, що використовуються в промисловості, можна класифікувати по типу поверхні нагрівання, по її розміщенню у просторі, по типу теплоносія, а також в залежності від того, рухається теплоносій ззовні чи в середині труб нагрівальної камери. Однак найбільш суттєвим показником класифікації випарних апаратів, що характеризує інтенсивність їх дії є спосіб та кратність циркуляції розчину.
Розрізняють випарні апарати з неорганізованою чи вільною, направленою природною та штучною циркуляцією. Випарні апарати поділяють також на апарати прямоточні, в яких випарювання розчину відбувається за один його прохід через апарат без циркуляції розчину і апарати, що працюють з багатократною циркуляцією розчину.

## Випарні установки
Можна було б кожний випарний апарат нагрівати паром з парових котлів. Це простий спосіб роботи, але занадто ресурсомісткий. Тому використовується схема випарювання з багаторазовим використанням пару, яка складається з декількох випарних апаратів, або корпусів, через які послідовно пропускається розчинник, що випарюється, а кінцевий продукт виходить з останнього корпусу. Тільки для обігріву першого випарного апарату використовується пар, з парової машини або турбіни, що працює з протитиском, цей пар називається ретурним. Всі інші корпуси випарної установки обігріваються вторинною парою з попередніх корпусів.